# Léonce aime les morilles
Léonce aime les morilles est un film muet français réalisé par Léonce Perret et sorti en 1913.

## Fiche technique
Source IMDb
- Réalisation : Léonce Perret
- Chef opérateur : Georges Specht
- Société de production : Société des Établissements L. Gaumont
- Pays d'origine : France
- Format : Muet - Noir et blanc
- Genre : court métrage de comédie
- Durée : 13 minutes
- Date de sortie : France : 1er septembre 1913

## Distribution
Source IMDb
- Léonce Perret : Léonce
- Suzanne Le Bret : Poupette
- Alice Tissot : la cuisinière